# Jošanica (Žagubica)
Pour les articles homonymes, voir Jošanica.
Jošanica (en serbe cyrillique : Јошаница) est un village de Serbie situé dans la municipalité de Žagubica, district de Braničevo. Au recensement de 2011, il comptait 542 habitants.
Jošanica se trouve sur les bords de la Jošanička reka, un affluent droit de la Mlava.

## Démographie

### Évolution historique de la population
| 1948 | 1953 | 1961 | 1971 | 1981 | 1991 | 2002 | 2011 |
| ---- | ---- | ---- | ---- | ---- | ---- | ---- | ---- |
| 893  | 899  | 882  | 849  | 823  | 733  | 671  | 542  |

|  |